# Championnat de Belgique féminin de handball 1991-1992
Navigation
1990-1991 1992-1993
La saison 1991-1992 du championnat de Belgique féminin de handball  est la 20e édition de la plus haute division belge de handball. 

## Participants
| Club                   | Classement 1990-1991 | Matricule | Localisation      | Entraîneur   | Salle                   | Capacité |
| ---------------------- | -------------------- | --------- | ----------------- | ------------ | ----------------------- | -------- |
| Initia HC Hasselt      | 1er                  | ?         | Hasselt           | ?            | ?                       | ?        |
| KV Sasja HC Hoboken    | 2e                   | ?         | Anvers            | ?            | ?                       | ?        |
| Fémina Visé            | 3e                   | ?         | Visé              | Ilona Venema | Hall Omnisports de Visé | 600      |
| STHV Juventus Melveren | 4e                   | ?         | Saint-Trond       | ?            | ?                       | ?        |
| DHC Meeuwen            | ?                    | ?         | Meeuwen-Gruitrode | ?            | ?                       | ?        |
| HV Arena Hechtel       | ?                    | ?         | Hechtel-Eksel     | ?            | ?                       | ?        |
| Sporting Neerpelt      | ?                    | ?         | Neerpelt          | ?            | ?                       | ?        |
| Apolloon Kortrijk      | ?                    | ?         | Courtrai          | ?            | ?                       | ?        |
| Squadra Femina         | ?                    | ?         | ?                 | ?            | ?                       | ?        |
| ROC Flémalle           | ?                    | ?         | Flémalle          | ?            | ?                       | ?        |

## Compétition

### Saison régulière

#### Classement
|   | Équipe                 | Pts | J  | G | N | P | Bp | Bc | Diff |
| - | ---------------------- | --- | -- | - | - | - | -- | -- | ---- |
| ? | Apolloon Kortrijk      | ?   | 22 | ? | ? | ? | 0  | 0  |      |
| ? | DHC Meeuwen            | ?   | 22 | ? | ? | ? | 0  | 0  |      |
| ? | Fémina Visé            | ?   | 22 | ? | ? | ? | 0  | 0  |      |
| ? | HV Arena Hechtel       | ?   | 22 | ? | ? | ? | 0  | 0  |      |
| ? | Initia HC Hasselt      | ?   | 22 | ? | ? | ? | 0  | 0  |      |
| ? | KV Sasja HC Hoboken    | ?   | 22 | ? | ? | ? | 0  | 0  |      |
| ? | Sporting Neerpelt      | ?   | 22 | ? | ? | ? | 0  | 0  |      |
| ? | ROC Flémalle           | ?   | 22 | ? | ? | ? | 0  | 0  |      |
| ? | Squadra Fémina         | ?   | 22 | ? | ? | ? | 0  | 0  |      |
| ? | STHV Juventus Melveren | ?   | 22 | ? | ? | ? | 0  | 0  |      |

|                 | Qualification pour les Play-Offs  |
|                 | Play-Downs                        |
| (T)             | Tenant du titre                   |
| en augmentation | Promu de 1990                     |
| (C)             | Vainqueur de la Coupe de Belgique |

#### Matchs
| Résultats (dom.\ext.)                                      | IHA | SFE | AKO | KVS | STHV | SNE | MEE | FVI | AHE | ROC |
| Initia HC Hasselt                                          |     | -   | -   | -   | -    | -   | -   | -   | -   | -   |
| Squadra Femina                                             | -   |     | -   | -   | -    | -   | -   | -   | -   | -   |
| Apolloon Kortrijk                                          | -   | -   |     | -   | -    | -   | -   | -   | -   | -   |
| KV Sasja HC Hoboken                                        | -   | -   | -   |     | -    | -   | -   | -   | -   | -   |
| STHV Juventus Melveren                                     | -   | -   | -   | -   |      | -   | -   | -   | -   | -   |
| Sporting Neerpelt                                          | -   | -   | -   | -   | -    |     | -   | -   | -   | -   |
| DHC Meeuwen                                                | -   | -   | -   | -   | -    | -   |     | -   | -   | -   |
| Fémina Visé                                                | -   | -   | -   | -   | -    | -   | -   |     | -   | -   |
| HV Arena Hechtel                                           | -   | -   | -   | -   | -    | -   | -   | -   |     | -   |
| ROC Flémalle                                               | -   | -   | -   | -   | -    | -   | -   | -   | -   |     |
| - Victoire à domicile - Match nul - Victoire à l'extérieur |     |     |     |     |      |     |     |     |     |     |

### Play-offs

#### Classement
|   | Équipe                    | Pts | J | G | N | P | Bp | Bc | Diff |
| - | ------------------------- | --- | - | - | - | - | -- | -- | ---- |
| 1 | Initia HC Hasselt (C) (T) | 0   | 6 | 0 | 0 | 0 | 0  | 0  |      |
| 2 | Fémina Visé               | 0   | 6 | 0 | 0 | 0 | 0  | 0  |      |
| 3 | DHC Meeuwen               | 0   | 6 | 0 | 0 | 0 | 0  | 0  |      |
| 4 | KV Sasja HC Hoboken       | 0   | 6 | 0 | 0 | 0 | 0  | 0  |      |

|     | Qualification pour la Coupe des clubs champions |
|     | Qualification pour la Coupe IHF                 |
|     | Qualification pour la Coupe des coupes          |
| (T) | Tenant du titre                                 |
| (C) | Vainqueur de la Coupe de Belgique               |

#### Matchs
| Résultats (dom.\ext.)                                      | IHA   | KVS | FVI   | MEE |
| Initia HC Hasselt                                          |       | -   | -     | -   |
| KV Sasja HC Hoboken                                        | -     |     | 16-15 | -   |
| Fémina Visé                                                | -     | -   |       | -   |
| DHC Meeuwen                                                | 11-23 | -   | -     |     |
| - Victoire à domicile - Match nul - Victoire à l'extérieur |       |     |       |     |

## Classement final
| Rang | Équipe                    |
| ---- | ------------------------- |
| 1er  | Initia HC Hasselt (T) (C) |
| 2e   | Fémina Visé *             |
| 3e   | DHC Meeuwen               |
| 4e   | KV Sasja HC Hoboken       |
| ?    | STHV Juventus Melveren    |
| ?    | Apolloon Kortrijk         |
| ?    | DHC Meeuwen               |
| ?    | HV Arena Hechtel          |
| ?    | ROC Flémalle              |
| ?    | Sporting Neerpelt         |
| ?    | Squadra Femina            |

|     | Champion de Belgique et qualifiés pour la Coupe des clubs champions |
|     | Qualifiés pour la Coupe IHF                                         |
|     | Qualification pour la Coupe des coupes                              |
|     | Relégués en division 2                                              |
| (T) | Tenant du titre                                                     |
| (C) | Vainqueur de la Coupe de Belgique                                   |

* le Fémina Visé jouera en Coupe des vainqueurs de coupe, grâce à une finale atteinte en Coupe de Belgique face au Initia HC Hasselt, qualifié pour la Coupe des clubs champions grâce à son titre.

## Classement des buteurs
| #  | Joueur | Équipe | Buts |
| -- | ------ | ------ | ---- |
| 01 | ?      | ?      | ?    |
| 02 | ?      | ?      | ?    |
| 03 | ?      | ?      | ?    |
| 04 | ?      | ?      | ?    |
| 05 | ?      | ?      | ?    |
| 06 | ?      | ?      | ?    |
| 07 | ?      | ?      | ?    |
| 08 | ?      | ?      | ?    |
| 09 | ?      | ?      | ?    |
| 10 | ?      | ?      | ?    |

## Parcours en coupes d'Europe
| Club                | Compétition               | Tour d'entrée | Résultat            | Dernier adversaire      |
| Initia HC Hasselt   | Coupe des clubs champions | 1er tour      | éliminé au 1er tour | HV Aalsmeer             |
| Fémina Visé         | Coupe des coupes          | 1er tour      | éliminé au 2e tour  | ŽRK Podravka Koprivnica |
| KV Sasja HC Hoboken | Coupe IHF                 | 1er tour      | éliminé en 1er tour | SEW Zwaag               |

## Bilan de la saison
| Tableau d'honneur de la saison 1991-1992 |                                               |              |
| Compétition                              | Vainqueur                                     | Commentaire  |
| Championnat de Belgique                  | Initia HC Hasselt                             | 6e titre     |
| Coupe de Belgique                        | Initia HC Hasselt                             | 8e victoire  |
| Qualifications européennes               |                                               |              |
| Compétition                              | Qualifiés                                     | Qualifiés    |
| Coupe des clubs champions                | Initia HC Hasselt                             | Premier tour |
| Coupe des coupes                         | Fémina Visé                                   | Premier tour |
| Coupe IHF                                | DHC Meeuwen                                   | Premier tour |
| Promotions et relégations                |                                               |              |
| Promu en Division 1 (D1)                 | Apolloon Kortrijk ROC Flémalle Squadra Femina | ?            |
| Relégation en Division 2 (D2)            | Squadra Femina                                | ?            |